# 罗凯特
罗凯特（法語：Roquettes，法語發音：[ʁɔkɛt]）是法国上加龙省的一个市镇，属于米雷区。

## 地理
罗凯特（43°29'56"N, 1°22'0"E）面积3.36 平方千米，位于法国奧克西塔尼大區上加龙省，该省份为法国西南部内陆省份，西南端与西班牙接壤，自此顺时针与上比利牛斯省、热尔省、塔恩-加龙省、塔恩省、奥德省和阿列日省接壤。
与罗凯特接壤的市镇（或旧市镇、城区）包括：罗克、潘萨盖勒、潘-瑞斯塔雷、索邦斯。

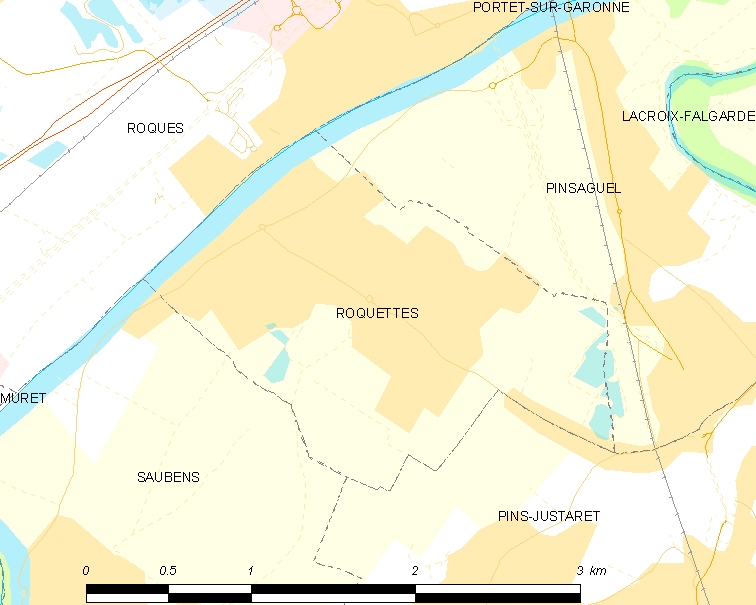
罗凯特的OSM定位图

罗凯特的时区为UTC+01:00、UTC+02:00（夏令时）。

## 行政
罗凯特的邮政编码为31120，INSEE市镇编码为31460。

## 政治
罗凯特所属的省级选区为加龙河畔波尔泰县。

## 人口

1962-2008年间罗凯特人口变化图示

罗凯特于2022年1月1日时的人口数量为4292人。